# MSpy
mSpy es una marca de software para monitoreo de control parental en computadoras, teléfonos, móviles, iOS, Android, Microsoft Windows, y macOS. mSpy monitorea y registra la actividad en el dispositivo del cliente. Este software está dirigido a padres como una manera de vigilar el uso de los Teléfonos inteligentes, computadoras y tabletas de sus hijos. Los padres pueden revisar una gama de actividades que sus hijos realizan a través de sus teléfonos. Desde la ubicación física de sus hijos hasta su historial de navegación, los videos, imágenes y textos almacenados en la memoria y más.

## Historia
mSpy fue lanzado al mercado como un producto de monitoreo en 2010 por una compañía basada en Londres.
En 2012 la aplicación permitía a los padres monitorear no sólo los teléfonos inteligentes de sus hijos, sino también sus computadoras Windows y Mac.
En 2013 mSpy ganó el premio de TopTenReviews como mejor software de monitoreo móvil.
Para el 2014, el negocio había crecido en un 400% y el número de usuario de mSpy rebasaba al millón.
En 2015 las mejoras al código de mSpy garantizaban una batería más duradera en los dispositivos objetivo. El número de clientes de mSpy creció por arriba del millón gracias a su audiencia multinacional presente en por lo menos 207 países. mSpy se convirtió en líder en los mercados de EE. UU., Alemania, Francia, Brasil y el Reino Unido.
En 2016 mLite — una versión ligera de mSpy — se volvió disponible en Google Play.

## Características
mSpy funciona en las siguientes: Android, iPhone, Windows y Mac.
mSpy permite:
- Acceso de lectura a: Libreta de direcciones, Marcadores de navegación, Historial de navegación, Calendario, Historial de llamadas, Correos electrónicos (incluyendo la aplicación de Gmail), Facebook messenger, Firefox private, Hangouts, Google Chrome incógnito, Instagram, MMS multimedia, Fotos, Skype, SMS, Telegram, Tinder, Viber, Videos, WeChat, WhatsApp.
- Control remoto del dispositivo: restricción de llamadas y SMS, borrado de memoria y bloqueo del dispositivo, bloqueo de sitios web, aplicaciones y Pokemon GO.
- Registros de: Correos electrónicos, aplicaciones instaladas, teclado;
- Geo-cercas GPS  y rastreo GPS.
- Notificación de desinstalación, alerta de palabras clave.

## Premios recientes
- Sello de Aprobación al Ganador de Probado por los Padres Aprobado por los Padres (2015, EE. UU.)[3]
- Sello de Certificación de kidSAFE (2016, EE. UU.)[4][5]